# Секокус (Нью-Джерси)
Секо́кус (англ. Secaucus) — город в округе Хадсон, штат Нью-Джерси, США. По данным переписи населения США 2010 года, население города составляло 16 264, это отражает увеличение на 333 человека (+2,1 %) по сравнению с числом, указанным в переписи 2000 года, которая, в свою очередь, увеличилась на 1870 человек (+13,3 %) по сравнению с переписью 1990 года.
Расположенный в пределах Нью-Джерси Мидоулендс — самый пригородный из муниципалитетов округа, хотя большая часть города посвящена легкой промышленности, розничной торговле и транспорту, а также охраняемым территориям.
Секокус является производной от алгонкинского слова «черный» (seke или sukit) и «змея» (achgook), место змей (place of snakes), или sekakes, ссылаясь на змей.
Около 20 % жителей города ездят на работу в Нью-Йорк.
Секокус расположен в 9-м округе Конгресса и является частью 32-го законодательного округа штата Нью-Джерси.